# Leichtathletik-Europameisterschaften 1971/4 × 100 m der Männer

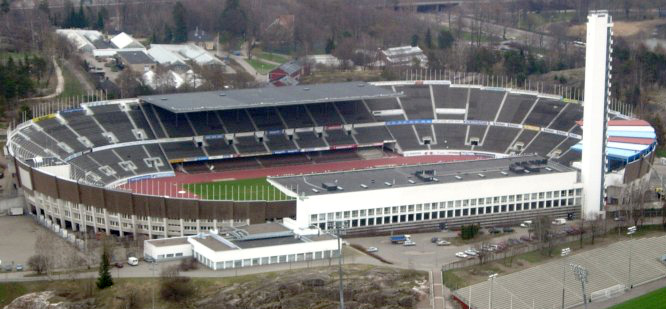
Das Olympiastadion von Helsinki im Jahr 2005

Die 4-mal-100-Meter-Staffel der Männer bei den Leichtathletik-Europameisterschaften 1971 wurde am 14. und 15. August 1971 im Olympiastadion von Helsinki ausgetragen.
Europameister wurde die Tschechoslowakei in der Besetzung Ladislav Kříž, Juraj Demeč, Jiří Kynos und Luděk Bohman.
Den zweiten Platz belegte Polen mit Gerard Gramse, Tadeusz Cuch, Zenon Nowosz und Marian Dudziak.
Bronze ging an Italien (Vincenzo Guerini, Pietro Mennea, Pasqualino Abeti, Ennio Preatoni).

## Rekorde
Vorbemerkung:

In diesen Jahren gab es bei den Bestleistungen und Rekorden eine Zweiteilung. Es wurden nebeneinander handgestoppte und elektronisch ermittelte Leistungen geführt. Die offizielle Angabe der Zeiten erfolgte in der Regel noch in Zehntelsekunden, die bei Vorhandensein elektronischer Messung gerundet wurden. Wegen des Wegfalls der Reaktionszeit des Zeitnehmers bei elektronischer Zeitnahme stand in der Diskussion, einen sogenannten Vorschaltwert einzuführen, um die handgestoppten Leistungen nicht automatisch besser zu stellen. Doch es blieb dann bei der korrekten Angabe dieser Zeiten, die später auch offiziell mit Hundertstelsekunden nach dem Komma geführt wurden.
Der unten aufgelistete bestehende EM-Rekord wurde bei diesen Europameisterschaften nicht erreicht. Die schnellste Zeit lief die Europameisterstaffel der Tschechoslowakei. Im Finale am 15. August erzielte das Quartett offizielle 39,3 s (bei Rundung auf Hundertstelsekunden: 39,32 s). Damit verfehlte das Team den Rekord um fünf Zehntelsekunden bzw. um 43 Hundertstelsekunden. Zum Europarekord fehlten neun Zehntelsekunden (89 Hundertstelsekunden), zum Weltrekord 1,1 Sekunden (1,12 Sekunden).

### Offizielle Rekorde – Angabe in Zehntelsekunden
| Weltrekord           | 38,2 s | USA (Charles Greene, Mel Pender, Ronnie Ray Smith, Jim Hines)                             | OS Mexiko-Stadt, Mexiko | 20. Oktober 1968   |
| Europarekord         | 38,4 s | Frankreich (Gérard Fenouil, Jocelyn Delecour, Claude Piquemal, Roger Bambuck)             | OS Mexiko-Stadt, Mexiko | 20. Oktober 1968   |
| Meisterschaftsrekord | 38,8 s | Frankreich (Alain Sarteur, Patrick Bourbeillon, Gérard Fenouil und François Saint-Gilles) | EM Athen, Griechenland  | 10. September 1969 |

### Elektronisch gemessene Rekorde
| Weltrekord           | 38,24 s | USA (Charles Greene, Mel Pender, Ronnie Ray Smith, Jim Hines)                             | OS Mexiko-Stadt, Mexiko | 20. Oktober 1968   |
| Europarekord         | 38,43 s | Frankreich (Gérard Fenouil, Jocelyn Delecour, Claude Piquemal, Roger Bambuck)             | OS Mexiko-Stadt, Mexiko | 20. Oktober 1968   |
| Meisterschaftsrekord | 38,89 s | Frankreich (Alain Sarteur, Patrick Bourbeillon, Gérard Fenouil und François Saint-Gilles) | EM Athen, Griechenland  | 10. September 1969 |

## Vorrunde
14. August 1971, 19:35 Uhr
Die Vorrunde wurde in zwei Läufen durchgeführt. Die ersten vier Staffeln pro Lauf – hellblau unterlegt – qualifizierten sich für das Finale.

### Vorlauf 1
| Platz | Staffel        | Besetzung                                                             | Offizielle Zeit (s) auf Zehntel gerundet | Inoffizielle Zeit (s) exakter Wert |
| 1     | BR Deutschland | Manfred Ommer Karlheinz Klotz Gerhard Wucherer Franz-Peter Hofmeister | 39,6                                     | 39,55                              |
| 2     | Großbritannien | Brian Green Martin Reynolds Don Halliday Les Piggot                   | 39,8                                     | 39,77                              |
| 3     | Polen          | Gerard Gramse Tadeusz Cuch Zenon Nowosz Marian Dudziak                | 39,8                                     | 39,83                              |
| 4     | Italien        | Vincenzo Guerini Pietro Mennea Pasqualino Abeti Ennio Preatoni        | 40,0                                     | 39,95                              |
| 5     | Schweden       | Curt Johansson Thorsten Johansson Bo Søderberg Anders Faager          | 40,7                                     | 40,67                              |

### Vorlauf 2
| Platz | Staffel          | Besetzung                                                                 | Offizielle Zeit (s) auf Zehntel gerundet | Inoffizielle Zeit (s) exakter Wert |
| 1     | Frankreich       | Dominique Chauvelot Patrick Bourbeillon Gérard Fenouil Jean-Pierre Grès   | 39,4                                     | 39,40                              |
| 2     | DDR              | Hans-Jürgen Bombach Jörg Pfeifer Hermann Burde Hans-Joachim Zenk          | 39,4                                     | 39,42                              |
| 3     | Tschechoslowakei | Ladislav Kříž Juraj Demeč Jiří Kynos Luděk Bohman                         | 39,8                                     | 39,77                              |
| 4     | Sowjetunion      | Alexandr Korneljuk Alexandr Schidkich Alexander Lebedew Alexei Tschebykin | 39,8                                     | 39,78                              |
| DNF   | Jugoslawien      | Hrvoje Vincijanovic Ivica Karasi Miro Kocuvan Predrag Krizan              |                                          |                                    |

## Finale
15. August 1971
| Platz | Staffel          | Besetzung                                                                 | Offizielle Zeit (s) auf Zehntel gerundet | Inoffizielle Zeit (s) exakter Wert |
| 1     | Tschechoslowakei | Ladislav Kříž Juraj Demeč Jiří Kynos Luděk Bohman                         | 39,3                                     | 39,32                              |
| 2     | Polen            | Gerard Gramse Tadeusz Cuch Zenon Nowosz Marian Dudziak                    | 39,7                                     | 39,72                              |
| 3     | Italien          | Vincenzo Guerini Pietro Mennea Pasqualino Abeti Ennio Preatoni            | 39,8                                     | 39,78                              |
| 4     | Großbritannien   | Brian Green Martin Reynolds Don Halliday Les Piggot                       | 39,8                                     | 39,78                              |
| 5     | Sowjetunion      | Alexandr Korneljuk Alexandr Schidkich Alexander Lebedew Alexei Tschebykin | 40,9                                     | 40,00                              |
| DNF   | DDR              | Hans-Jürgen Bombach Jörg Pfeifer Hermann Burde Hans-Joachim Zenk          |                                          |                                    |
| DSQ   | BR Deutschland   | Manfred Ommer Karlheinz Klotz Gerhard Wucherer Franz-Peter Hofmeister     |                                          |                                    |
| DSQ   | Frankreich       | Dominique Chauvelot Patrick Bourbeillon Gérard Fenouil Jean-Pierre Grès   |                                          |                                    |

## Video
- ATLETICA EUROPEI 1971 STAFFETTA 4X100 ITALIA TERZA, youtube.com, abgerufen am 26. Juli 2022